# 桑麗卡·里基耶
桑麗卡·里基耶（法語：Sonia Rykiel，1930年5月25日—2016年8月25日）是法国时尚设计师，作家，绰号“針織女王”。里基耶發明了羅紋緊身運動衫（Poor Boy sweater），這種運動衫登上了法國雜誌Elle的封面被重點推薦。她的針織品與嶄新的時裝製造工藝使她得到了“針織女王的綽號”。
1968年，她以自己的名字建立品牌，開了第一家商店。他們製造服裝、配飾和香水。
里基耶同時也是一名作家，她在1979年出版了第一本書。
她创造的时尚风格代表一种哲学，塑造了「我的身体我做主」的自由女性风度。
她成为时尚設計师源于偶然：她在60年代怀第一个孩子时，因为没有合适的服装而自己设计孕妇时装受到很多孕妇的喜爱。后来她在巴黎拉丁区开了一间自己的服装店，在橱窗中将书籍和服装摆在一起。她認為时尚和文学永遠无法分开。
Bottega Veneta的創意總監Tomas Maier曾表示，「Sonia Rykiel是位非常幽默的女士，她不僅開創了全新的時裝風格，以時裝為當代女性重新定義何謂自由。」。
2016年8月25日她的女兒宣布她于巴黎寓所逝世的消息。

## 生平
桑麗卡·里基耶1930年5月生于巴黎。她父亲是法国人，母亲是罗马尼亚人。

## 事業

### 時裝界
她成为时尚设计师源于偶然：1962年，由於找不到適合懷孕時穿的衣服。里基耶利用義大利供應商提供的衣服設計和製作了一條裙子和一件毛衣，由高切袖窿（即無袖）和收窄貼身的設計組成 。
這種毛衣的幹練與現代的樣式，令她從朋友那裡得到很多訂單，這種衣服也被稱呼為“窮小孩毛衣”（Poor Boy sweater） 。
里基耶後來開始在她丈夫的商店裡銷售這種衣服，同時，這種毛衣也登上了法國雜誌Elle的封面，這令她一炮而紅。女演員奧黛麗·赫本每一種顏色都購買了14件。1965年，她的丈夫幫助她創立了Sonia Rykiel公司。 1968年，里基耶的丈夫幫她法國左岸拉丁区開了自己的第一間時裝店，在橱窗中将书籍和服装摆在一起。她认为时尚和文学永远无法分开。

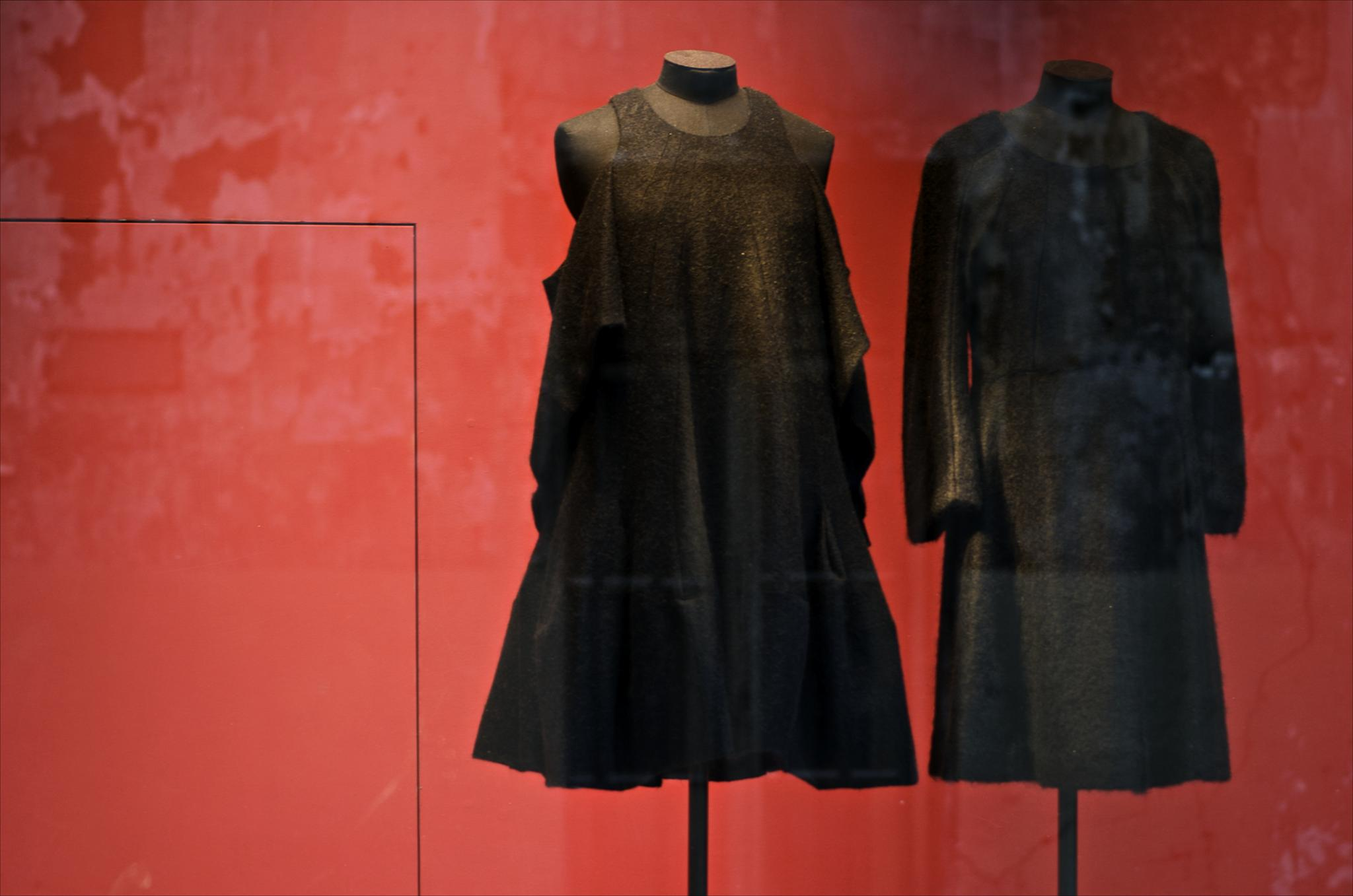
在巴黎里基耶設計的衣服。

里基耶發明了各種各樣嶄新的時裝製造工藝，她是第一個把接缝及锁边裸露在外的設計師，创造性地除去了摺边与内衬，甚至把口號放到衣服上。她也成功令穿黑色普及開來。1972年，里基耶有了一個新綽號“針織女王”，這個綽號出自《女裝日報》。她也被稱為“Coco Rykiel”，可以與 Coco Chanel（可可·香奈兒）相題並論。1977年，Sonia Rykiel成為第一位发明邮购服装的设计师，
她也是贴身毛衣的发明者。
第二年，她推出了她的第一款香水，名為 Septième sens（七十種感覺）。里基耶对克里雍大饭店和卢滕西亚大饭店的室内装饰作出过贡献。
里基耶曾为法国歌舞喜剧《十诫》（Les Dix Commandements）设计与制作戏服。 
2007年，娜塔莉·里基耶（Nathalie Rykiel）被任命为Sonia Rykiel公司的董事长。2008年品牌慶祝40周年，包括卡爾拉格斐、Jean Paul Gaultier、Michael Kors等30為設計師各自打造了心目中的Rykiel女孩，足見Sonia Rykiel的地位。
同時更在巴黎裝飾藝術博物館（Musée des Arts Décoratifs）舉行回顧展，展出約200套設計作品。
这次回顾展的策划人是Olivier Saillard。
2009年11月，Rykiel和H&M合作推出"Sonia Rykiel pour H&M"系列，
兩款大眾精品系列在瑞典零售店發售。並在巴黎大皇宮舉行盛大時裝表演慶祝。
2012年1月，香港利丰集团宣布完成了对法国针织女王 Sonia Rykiel 80%股权的收购，Sonia Rykiel保留20%股份。 
就在那一年April Crichton任命加拿大設計師Geraldo da Conceicao succeeded 為Rykiel的創意總監。Julie de Libran於2014年接任了這個位置。

### 文學
里基耶也是一名作家。她寫了一系列有關時尚的書，兒童故事集，為雜誌寫過專欄，還有一部講述雷吉娜·德福爾熱的故事的書信體小說。
她的第一本書《我想要赤裸裸的她》（法語： 英語：）在1979年出版。
2012年她與新聞記者Judith Perrignon合著了《別忘記是一個遊戲》（法語： 英語：）。

### 音樂與電影
里基耶與樂隊經理兼演奏家Malcolm McLaren有過合作，在他的1995年的專輯Paris中的歌曲“Who the Hell is Sonia Rykiel?" 中。

## 逝世
2016年8月25日，桑麗卡·里基耶的女儿娜塔莉-里基尔（Natalie-Rykiel）宣布母亲在巴黎寓所辞世的消息。她说母亲生前患有帕金森症。